# 厚見王
厚見王（あつみおう/あつみのおおきみ、生没年不詳）は、奈良時代の皇族・歌人。知太政官事・舎人親王の子とする系図がある。官位は従五位上・少納言。

## 経歴
聖武朝末の天平勝宝元年（749年）4月に无位より従五位下に叙される。孝謙朝の天平勝宝6年（754年）太皇太后・藤原宮子の葬儀の御装束司を務め、天平勝宝7歳（755年）少納言在任時に伊勢神宮の奉幣使となる。天平勝宝9歳（757年）従五位上に昇叙された。
『万葉集』に以下3首の歌を載せる。
- かはづ鳴く神奈備川に影見えて今や咲くらむ山吹の花（8-1435）
  - 『新古今和歌集』[2]など多くの和歌集に入集しており、後世まで名高い歌だった。
- 朝に日に色づく山の白雲の思ひ過ぐべき君にあらなくに（4-668）
- 屋戸にある桜の花は今もかも松風疾み土に散るらむ（8-1458）
  - 久米女郎との相聞歌の贈歌。贈答は天平5年（733年）から天平13年（741年）頃と推定される。

## 官歴
『続日本紀』による。
- 天平勝宝元年（749年） 4月14日：従五位下（直叙）
- 時期不詳：少納言
- 天平勝宝6年（754年） 7月20日：御装束司（太皇太后・藤原宮子崩御）
- 天平勝宝9歳（757年） 5月20日：従五位上